# Haplopsebium nigricorne
Haplopsebium nigricorne is een keversoort uit de familie boktorren (Cerambycidae). De wetenschappelijke naam van de soort is voor het eerst geldig gepubliceerd in 1891 door Aurivillius.